# Nudaria hemerobia
Nudaria hemerobia là một loài bướm đêm thuộc phân họ Arctiinae, họ Erebidae.